# Maria Vitória dal Pozzo
Maria Vitória Carlota Henriqueta dal Pozzo (Paris, 9 de agosto de 1847 – Sanremo, 8 de novembro de 1876) foi a esposa do rei Amadeu I e Rainha Consorte da Espanha de 1870 até 1873. Era filha de Carlos Emanuel dal Pozzo, príncipe de Cisterna, e de sua esposa, a condessa Luísa de Mérode-Westerloo.

## Primeiros anos
Nascida em Paris, em 9 de agosto de 1847, Maria Vitória foi a filha primogênita de Carlos Emanuel dal Pozzo, príncipe de Cisterna, e de sua esposa, a condessa Luísa de Mérode-Westerloo. Sua família paterna era uma antiga família aristocrática originária do Reino da Sardenha, mais especificamente da região de Biella, enquanto, por parte materna, os condes de Mérode-Westerloo estavam aparentados com os Grimaldi de Mônaco; o príncipe soberano Alberto I de Mônaco era seu primo-irmão. Maria Vitória recebeu uma educação muito completa graças aos recursos de sua família, e falava seis idiomas. Ela residia com seus pais e irmã na maior parte do tempo no Palácio della Cisterna, em Turim, e também no Castelo de Reano, onde recebeu a primeira comunhão e passava os verões com sua família.
Após a morte de seu pai, senador do Reino da Sardenha desde 1848 (Senato Subalpino), ocorrida em Turim, em 26 de março de 1864, sua mãe perdeu o juízo e se recusou a enterrar o cadáver do esposo, passando as noites velando o corpo acompanhada de suas duas filhas.

## Casamento

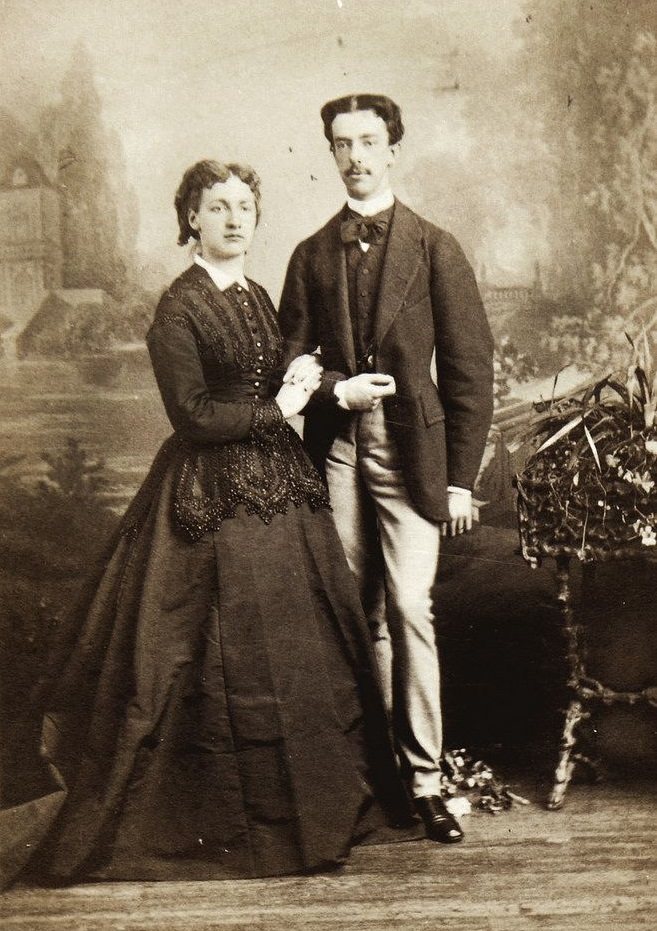
Maria Vitória e Amadeu

Maria Vitória casou-se com o príncipe Amadeu de Saboia, duque de Aosta, em 30 de maio de 1867, na capela do Palácio Real de Turim. Por Amadeu ser filho do rei da Itália, Vítor Emanuel II, após o anúncio do noivado, Maria Vitória e sua mãe receberam, por decreto real de 19 de fevereiro de 1867, o tratamento de Sua Alteza.
Maria Vitória e Amadeu tiveram três filhos:
1. Emanuel Felisberto, duque de Aosta (1869-1931), marechal da Itália;
2. Vítor Emanuel, conde de Turim (1870-1946);
3. Luís Amadeu, duque de Abruzzi (1873-1933), montanhista e explorador.

## Rainha da Espanha
Foi rainha consorte da Espanha entre 1870 e 1873, quando seu marido ocupou o trono vago que lhe havia sido oferecido pelo general Juan Prim antes do assassinato deste. Ao chegar, hispanizou seu nome e o de seus três filhos, que passaram a ostentar, respectivamente, as dignidades de príncipe das Astúrias e infantes da Espanha.
A rainha causou melhor impressão aos deputados espanhóis do que seu esposo. Tiveram a agradável surpresa de constatar que a jovem soberana os cumprimentou e conversou com eles em castelhano fluente, com quase nenhum sotaque. Víctor Balaguer escreveu sobre ela:
"Tem um rosto de traços pronunciados e belamente harmoniosos, o brilho de seus olhos é especial e seu olhar, penetrante; sua voz é doce e afetuosa, e sua conversa, instrutiva e agradável. Sua presença inspira, ao mesmo tempo que o mais profundo respeito, a mais afetuosa simpatia. Embora todos tenhamos ouvido falar das grandes qualidades que a adornam, a realidade supera nossas expectativas, e todos saímos encantados com aquela que haveria de ser a Rainha da Espanha".

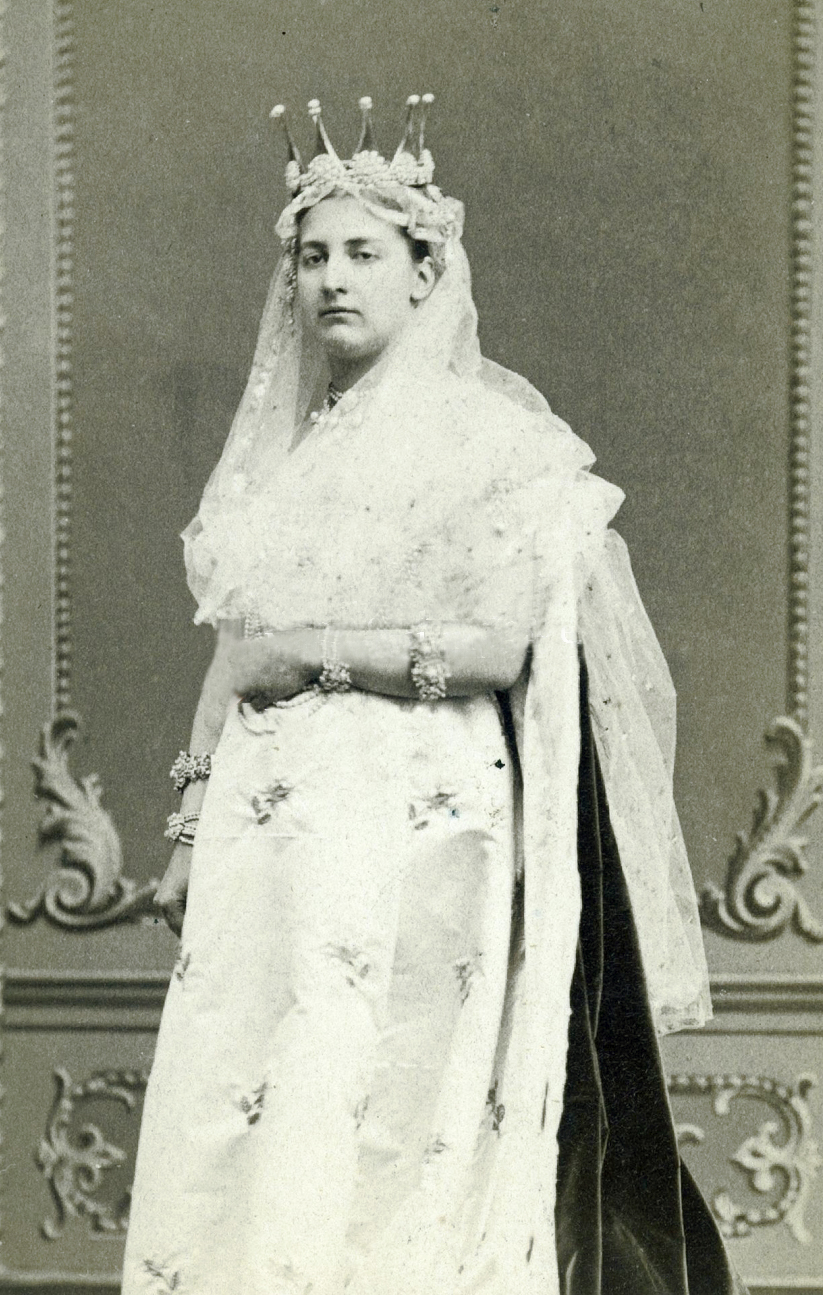
Maria Vitória

Apelidada de a Virtuosa e quase desconhecida na Espanha devido à falta de consolidação política e à brevidade do reinado de Amadeu, a rainha Maria Vitória foi, em seu tempo, objeto de respeito por seu comportamento exemplar e discrição. Seus dois filhos mais velhos nasceram na Itália, enquanto o caçula nasceu em Madrid. Na capital espanhola, concentrou todos os seus esforços nas diversas obras de caridade típicas das consortes da época, e jamais se interessou por política. Incentivou a criação e inaugurou o Asilo das Lavadeiras, a primeira 'creche' pública da Espanha, dedicada aos filhos das lavadeiras que trabalhavam às margens do rio Manzanares. Foi inaugurado com o nome de Casa do Príncipe, sob o patrocínio do príncipe das Astúrias, que, como herdeiro, destinou sua verba a essa obra.
Maria Vitória nunca deixou de fazer numerosas doações para obras de caridade e, por meio da escritora espanhola Concepción Arenal, que atuou como intermediária, continuou até o último instante de sua vida enviando muitas ajudas para espanhóis necessitados, com a exigência de que as doações fossem feitas anonimamente. Durante longos meses, Concepción Arenal recebeu frequentes remessas de dinheiro com bilhetes assinados por V.P.M., iniciais de Vitória dal Pozzo Mérode.
Em certa ocasião, Maria Vitória escreveu a uma amiga espanhola:
"Na Espanha, não desejei senão uma coisa: cumprir com meu dever, e dela conservarei sempre uma lembrança boa e triste. Boa, porque lá existem pessoas muito estimáveis que nunca esquecerei, e triste, porque a Espanha não encontrou conosco a tranquilidade e a prosperidade que desejávamos lhe oferecer".

## Morte
Após a queda da monarquia saboiana na Espanha, a rainha partiu para o exílio em Portugal, poucos dias depois de dar à luz seu último filho no Palácio Real de Madrid. Faleceu na Villa Dufour, em Sanremo, aos 29 anos, consumida pela tuberculose. Foi sepultada na Basílica de Superga, em Turim, onde seu epitáfio diz: "Em prova de respeitoso carinho à memória de dona Maria Vitória, as lavadeiras de Madrid, Barcelona, Valência, Alicante, Tarragona, a tão virtuosa Senhora".
O jornal La Ilustración Española y Americana dedicou-lhe palavras de elogio, como: "Madrid não pode esquecer-se daquele anjo de virtude e caridade, a quem o povo concedeu o simples título de Mãe dos pobres".